# Chiburi-jima
Chiburi-jima (知夫里島) est une île de la préfecture de Shimane, une des îles Oki en mer du Japon.

## Géographie
Elle fait partie de Chibu et, pour une grande part, de l'île du parc national de Daisen-Oki. Elle se situe à 80 km au nord de Honshū.
Il s'agit d'une île montagneuse. 

## Histoire

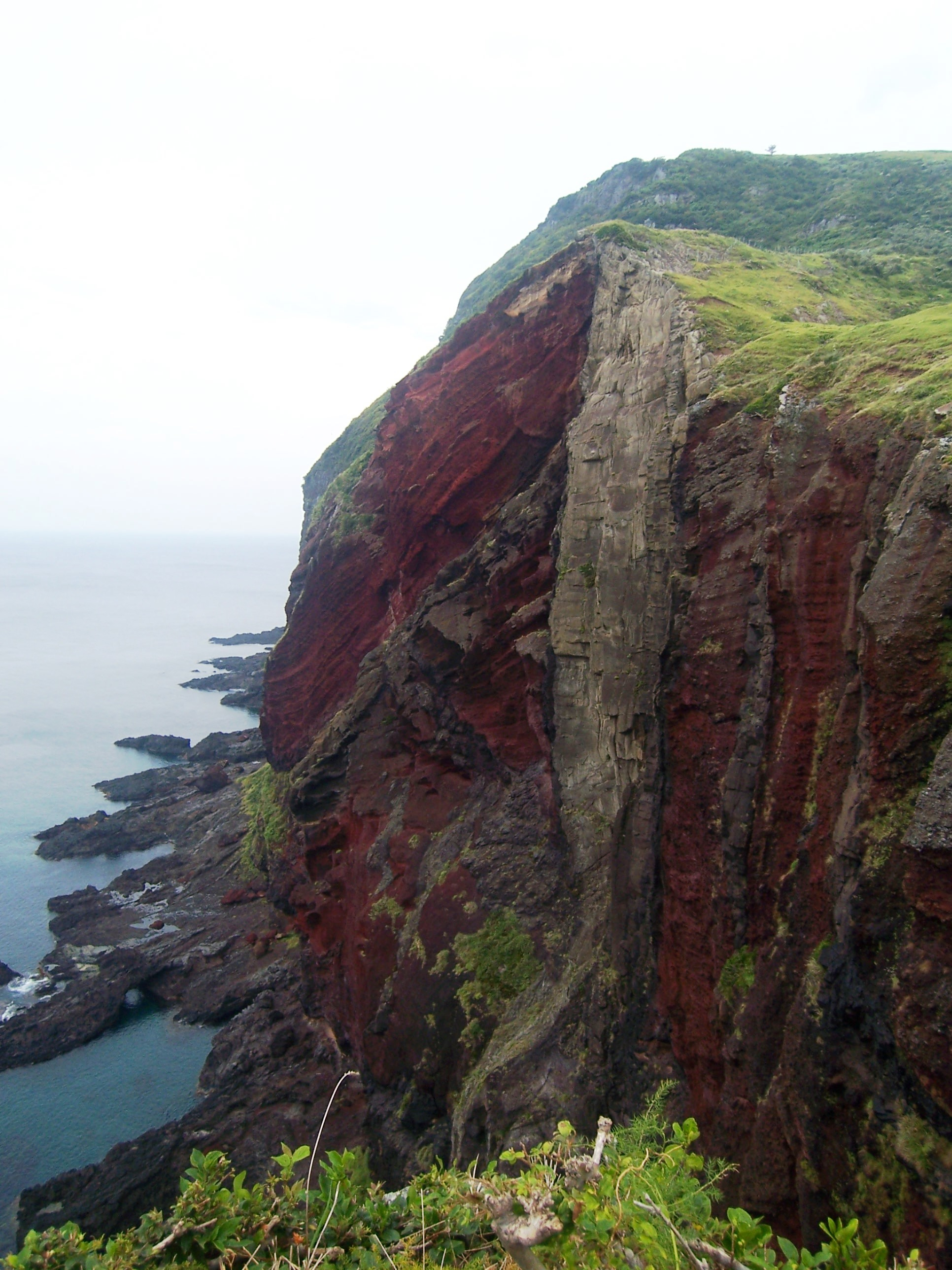
Falaise de Chiburijima.